# Anopheles jebudensis
Anopheles jebudensis är en tvåvingeart som beskrevs av Froud 1944. Anopheles jebudensis ingår i släktet Anopheles och familjen stickmyggor. Inga underarter finns listade i Catalogue of Life.